# انتقام از آن من است
انتقام از آن من است (ژاپنی: 復讐するは我にあり) یک فیلم ژاپنی درام و جنایی به کارگردانی شوهئی ایمامورا است که سال ۱۹۷۹ منتشر شد. از بازیگران آن می‌توان به کن اوگاتا، میتسوکو بایشو، تایجی تونویاما، کازوکو شیراکاوا، و توشی نگیشی اشاره کرد.

## داستان
ایوا انوکیزو (کن اوگاتا) مردی میانسال است که علاقه عجیب و غیرقابل توضیحی برای ارتکاب قتلهای دیوانه وار و وحشیانه دارد.در نهایت او توسط پلیس در سرتاسر ژاپن تحت تعقیب قرار می‌گیرد اما همیشه به نحوی موفق به فرار می‌شود . او با زنی آشنا شده و عاشقش می‌شود و ..

## بازخورد
راجر ایبرت منتقد فقید سینما این فیلم را جزو لیست بهترین فیلم‌هایش قرار داد و دربارهٔ فیلم گفت: «این تصویر از یک قاتل زنجیره‌ای خونسرد نشان‌دهنده یک نیروی بی‌رحمانه و بدون انگیزه، مشتاق و شاکی است.»

## جوایز
فیلم در همان سال جایزه بهترین فیلم آکادمی فیلم ژاپن را برد.